# Maďarský národní archiv
Maďarský národní archiv (Magyar Nemzeti Levéltár, do roku 2012 Maďarský státní archiv, Magyar Országos Levéltár, MOL) je maďarský národní archiv se sídlem v Budapešti.
Za vznik se považuje rok 1756, kdy začal fungovat archiv království (archivum regni), nejprve se sídlem v Bratislavě (Prešpurku), teprve v roce 1918 se centrální archiv státu přestěhoval do Budapešti. Archiv využívá tři budovy ve městě. Hlavní je pro archiv nově stavěná z roku 1923 na náměstí Bécsi kapu (Vídeňské brány), dále to jsou budova na náměstí Hess András (Andráse Hesse) a Mailáthův palác. Archiv se člení na deset oddělení.

## Budovy
- budova 1 na Bécsi kapu tér, 2-4, pro oddělení I., II. a III.
- budova 2 na Hess András tér, 5, pro oddělení V.
- budova 3 na Lángliliom utca, 4, pro oddělení IV., VI. a sbírku mikrofilmů

## Oddělení
- I. Písemnosti centrálních a regionálních vládních orgnánů 1526–1867
- II. Písemnosti vládních orgnánů 1867–1945
- III. Rodinné archivy a sbírky
- IV. Wirtschaftsarchive
- V. Oddělení spisů politických vládních úřadů 1945–1989
- VI. Spisy hospodářských vládních úřadů od 1945
- VII. Oddělení pro archiválie centrálních vládních orgánů
- VIII. Oddělení reprografie a mikrofilmové sbírky
- IX. Badatelské a informační oddělení
- X. Konservace, restaurace a dílny